# Bernd Duvigneau
Bernd Duvigneau   (Magdeburg, 3 de desembre de 1955) és un piragüista alemany, ja retirat, que va competir sota bandera de la República Democràtica Alemanya durant la dècada de 1970.
El 1976 va prendre part en els Jocs Olímpics d'Estiu de Mont-real, on va guanyar la medalla de bronze en la prova del K-4 1.000 metres del programa de piragüisme. Formà equip amb Frank-Peter Bischof, Rüdiger Helm i Jürgen Lehnert. Quatre anys més tard, als Jocs de Moscou, guanyà la medalla d'or en la mateixa prova, aquesta vegada acompanyat per Rüdiger Helm, Bernd Olbricht i Harald Marg.
En el seu palmarès també destaquen cinc medalles d'or al Campionat del Món en aigües tranquil·les entre les edicions de 1974 i 1979.
Una vegada retirat va continuar vinculat al piragüisme com a àrbitre internacional i com a dirigent de la Federació de Saxònia-Anhalt.